# Reforma Ortográfica de 1911
A Reforma Ortográfica de 1911 foi uma iniciativa de normalização e simplificação da escrita da língua portuguesa em Portugal.
Tendo força de lei em Portugal e tendo sido feita devido à implantação da república numa tentativa de afastar a monarquia do povo, esta reforma modificou completamente o aspeto da língua escrita e levou indiretamente a todos as reformas/acordos ortográficos subsequentes.

## História

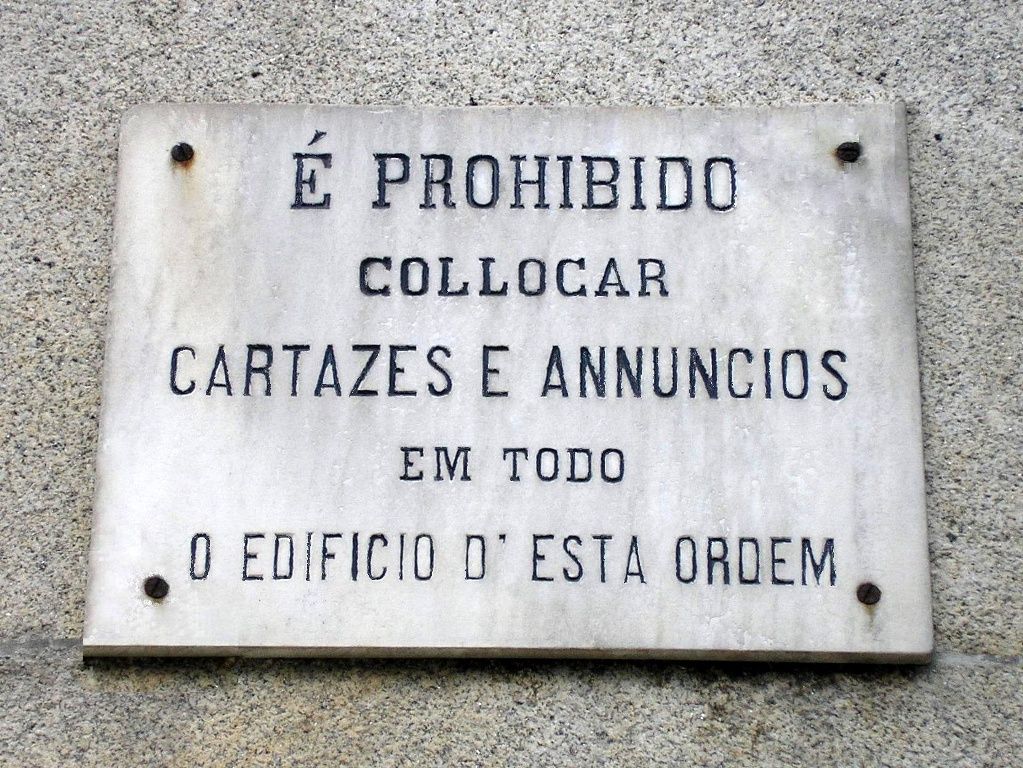
É prohibido collocar cartazes e annuncios em todo o edificio d'esta ordem, aviso anterior à Reforma Ortográfica de 1911, na parede da Igreja do Carmo, no Porto

Até ao início do século XX seguia-se em português uma ortografia que, por regra, se baseava nos étimos latino ou grego para escrever cada palavra — phosphoro (fósforo), orthographia (ortografia), phleugma (fleuma), exhausto (exausto), estylo (estilo), prompto (pronto), diphthongo (ditongo), psalmo (salmo), etc.
Ao longo dos anos, diversos estudiosos da língua apresentaram sucessivas propostas de simplificação da escrita, sem grande êxito. Entre essas propostas encontravam-se as Bases da Ortografia Portuguesa, de 1885, da autoria de Aniceto dos Reis Gonçalves Viana e Guilherme de Vasconcelos Abreu.
Logo depois da implantação da república em Portugal, a 5 de outubro de 1910, o novo governo, empenhado no alargamento da escolaridade e no combate ao analfabetismo, deu o nome a uma comissão — constituída por Gonçalves Viana, Carolina Michaëlis, Cândido de Figueiredo, Adolfo Coelho, Leite de Vasconcelos, Gonçalves Guimarães, Ribeiro de Vasconcelos, Júlio Gonçalves Moreira, José Joaquim Nunes, Borges Grainha e Augusto Epifânio da Silva Dias (que pediu escusa) — para estabelecer uma ortografia simplificada a usar nas publicações oficiais e no ensino. As bases da Reforma Ortográfica, muito inspiradas nas propostas de 1885, foram oficializadas por portaria de 1 de setembro de 1911, permitindo-se um período de transição de três anos.
Apesar de já existir há longo tempo no Brasil uma forte corrente foneticista, que se batia pela simplificação ortográfica, o não envolvimento brasileiro na reforma portuguesa teve o efeito contrário de reforçar as correntes tradicionalistas, ficando os dois países com ortografias completamente diferentes: Portugal com uma ortografia reformada, o Brasil mantendo a ortografia de base etimológica.
Depois a tentativa falha, no sentido de um estabelecimento de um acordo ortográfico interacadêmico em 1911, foi depois da modificação das bases da reforma em 29 novembro de 1920 pelos elementos sobreviventes da comissão de 1911, que a Academia das Ciências de Lisboa e a Academia Brasileira de Letras reforçaram os seus labores para encontrar as bases de uma ortografia comum desde 1924, firmando-se um primeiro Acordo Ortográfico Luso-Brasileiro em 30 de abril de 1931 que praticamente adotava a ortografia portuguesa de 1911, iniciando-se um longo processo de convergência das ortografias dos dois países que dura até hoje.

## Principais alterações
Esta reforma da ortografia portuguesa — a primeira reforma oficial em Portugal desde aquela que levou ao surgimento de uma escrita portuguesa autónoma no dealbar do século XIII — foi profunda e modificou completamente o aspecto da língua escrita.
As principais alterações introduzidas foram:
1. Eliminação de todos os dígrafos de origem grega com substituição por grafemas simples: th (substituído por t), ph (substituído por f), ch (com valor de [k], substituído por c ou qu de acordo com o contexto) e rh (substituído por r ou rr conforme o contexto);
2. Eliminação de k e y (substituído por c/qu e i respectivamente);
3. Redução das consoantes dobradas (ou geminadas) a singelas, com exceção de cc,mm,nn,rr e ss mediais de origem latina, que têm valores específicos em português;
4. Eliminação de algumas "consoantes mudas" em final de sílaba gráfica, quando não influíam na pronúncia da vogal que as precedia;
5. Introdução de numerosa acentuação gráfica, nomeadamente nas palavras proparoxítonas.

## Contestação à reforma
A adopção desta nova ortografia não se fez sem resistências em Portugal, mas a maior polémica em seu torno estalou no Brasil. Alguns linguistas defendiam a ortografia etimológica em detrimento da ortografia puramente fonética das palavras, alegando que a reforma ortográfica cortava o elo entre os praticantes da língua portuguesa e os escritos deixados pelos seus antepassados. Outras pessoas resistiram à mudança, seja por receio de não saberem escrever pelas novas regras, seja por elo emocional ou intelectual à memória gráfica da escrita. Esse sentimento aparece refletido neste trecho de Alexandre Fontes, escrito nas vésperas da reforma ortográfica de 1911 (respeitando-se a escrita original do autor):

Imaginem esta palavra phase, escripta assim: fase. Não nos parece uma palavra, parece-nos um esqueleto (...) Affligimo-nos extraordinariamente, quando pensamos que haveriamos de ser obrigados a escrever assim!
E Teixeira de Pascoaes:

Na palavra lagryma, (...) a forma da y é lacrymal; estabelece (...) a harmonia entre a sua expressão graphica ou plastica e a sua expressão psychologica; substituindo-lhe o y pelo i é offender as regras da Esthetica. Na palavra abysmo, é a forma do y que lhe dá profundidade, escuridão, mysterio... Escrevel-a com i latino é fechar a boca do abysmo, é transformal-o numa superficie banal.
Ainda, Fernando Pessoa:

Não tenho sentimento nenhum politico ou social. Tenho, porém, num sentido, um alto sentimento patriotico. Minha patria é a lingua portugueza. Nada me pesaria que invadissem ou tomassem Portugal, desde que não me incommodassem pessoalmente, Mas odeio, com odio verdadeiro, com o unico odio que sinto, não quem escreve mal portuguez, não quem não sabe syntaxe, não quem escreve em orthographia simplificada, mas a pagina mal escripta, como pessoa propria, a syntaxe errada, como gente em que se bata, a orthographia sem ipsilon, como escarro directo que me enoja independentemente de quem o cuspisse.